# 滝川哲也
滝川 哲也（たきがわ てつや、1956年 - ）は、東京都出身の元陸上選手。専門は長距離で、早稲田大学時代に箱根駅伝を走り4年連続10区。元時事通信社運動部長、解説委員。日本ワールドゲームズ協会（JWGA）理事、日本スポーツ協会ブランド戦略委員会委員、同協会広報部会長、同協会情報誌「Sport Japan」編集部会長、笹川スポーツ財団評議員などを歴任。2024年10月から時事総研客員研究員、スポーツジャーナリスト。

## 略歴・人物
保善高校時代に全国高校駅伝1区を走り、全国高校総体（久留米総体）にも出場。日本大学に進学し陸上から一度引退。2年後に早稲田大学に入学し競走部に入部。監督は中村清で1学年上に瀬古利彦が在籍。1年時に箱根駅伝10区に起用され総合6位、区間9位。2年時は総合4位、10区で区間2位。3年時は総合3位、10区で区間5位。4年時も10区で総合5位、区間3位。4年連続アンカーは箱根駅伝史上滝川一人しかいない。4年時は駅伝主将。日本学生選手権（日本インカレ）は3年時に30キロに出場し4位入賞。1981年2月の東京国際マラソンを最後に引退した。
早稲田大学卒業後は時事通信社に入社。運動部に配属され、プロ野球を担当。その後は陸上をメインに担当し、世界選手権を3度取材。五輪は長野冬季大会バルセロ、アトランタ両大夏季会を現場取材した。運動部デスク、運動部長、編集委員などを歴任し、2018年10月から2024年９月まで解説委員。

## 主な戦績
- 1978年　箱根駅伝　10区（21.3ｋｍ）区間9位　1時間11分24秒
- 1979年　箱根駅伝　10区（21.3ｋｍ）区間2位　1時間08分12秒
- 1980年　箱根駅伝　10区（21.3ｋｍ）区間5位　1時間08分51秒
- 1981年　箱根駅伝　10区（21.3ｋｍ）区間3位　1時間06分30秒
- 1979年　日本学生選手権30キロ　4位